# TGA
Абревиатурата произлиза от TARGA среща се още като VDA, ICB, VST. Един от първите професионални растерни графични файлови формати, създаден е от AT&T TrueVision като базов графичен стандарт към първите професионални графични контролери (Targa 8 и Targa 16).
Основните му параметри са: 8, 16, 24, 32 битов цвят и разделителна способност без разумни ограничения. Съществува във вариант с и без компресия на графична информация. Позволява да налагаме компютърни графики и анимация върху истинско „живо“ видео. Ефектът е наречен „Chroma keying“ (хроматичен набор) и при него обикновено се отделя един ключов цвят, за да позволи на видеозаписа да се изяви през него. AT&T TrueVision разработват формат TGA за поддържане на 32-битови изображения, включващи 8-битови алфа-канали, които могат да възпроизвеждат видеозаписи.